# Leptotarsus (Leptotarsus) ducalis ducalis
Leptotarsus (Leptotarsus) ducalis ducalis is een ondersoort van de tweevleugelige Leptotarsus (Leptotarsus) ducalis uit de familie langpootmuggen (Tipulidae). De ondersoort komt voor in het Australaziatisch gebied.